# Beri
Beri (cyr. Бери) – wieś w Czarnogórze, w gminie Podgorica. W 2011 roku liczyła 556 mieszkańców.